# Chengziya
Chengziya, dans le petit village de Longshan, est le premier site archéologique correspondant à ce qui allait être nommé : culture de Longshan. Il a été découvert en 1929, et il reste l'un des sites archéologiques majeurs de cette culture. Il est situé dans la province de Shandong en République populaire de Chine.